# Калкандере
Калкандере е град във вилает Ризе в Черноморския регион на Турция, западно от град Ризе. Той е седалище на околия Калкандере. Населението му е 6 871 души (2021 г.).
Калкандере е малък град, предоставящ обществени услуги на околността. В селата има начални училища, но децата трябва да идват в града за гимназия. В града има предприятия за преработка на чай.
На пътя между Калкандере и Икиздере има място за пикник.